# Rhyphoscirtus stragulatus
Rhyphoscirtus stragulatus är en insektsart som beskrevs av Christiane Amédégnato och Marius Descamps 1979. Rhyphoscirtus stragulatus ingår i släktet Rhyphoscirtus och familjen gräshoppor. Inga underarter finns listade i Catalogue of Life.